# Liga de Acción Social
La Liga de Acción Social en Yucatán, México, es una asociación civil de carácter cultural y social, con fines no lucrativos, fundada el año de 1909 por Gonzalo Cámara Zavala y otros personajes de la sociedad yucateca de principios del siglo XX. El fin establecido para la Liga en ese entonces, era el de estudiar los problemas prioritarios que enfrentaba la comunidad en el estado y proponer soluciones y programas de acción para resolverlos. Los asuntos prioritarios en el accionar de la Liga fueron de carácter cultural y educativo.

## Datos históricos
El término usado para dar nombre a esta asociación fue tomado de las organizaciones europeas, frecuentemente anarquistas, de finales del siglo XIX y que en Yucatán, a principios del siglo XX, cobraron actualidad con la creación de las Ligas de Resistencia impulsadas por el Partido Socialista del Sureste con fines electorales y eminentemente de acción política. Un grupo de ciudadanos encabezados por Gonzalo Cámara Zavala, José Trava Rendón y Tomás Castellanos Acevedo utilizaron previamente el mismo concepto pero aplicado a la promoción cultural y al impulso de la participación de diversos sectores sociales en las tareas educativas y de desarrollo colectivo de Yucatán.
Dos cuestiones básicas fueron deliberadas y aceptadas como principios rectores de la Liga de Acción Social durante su fundación: una referida a los principios de la organización y que sus miembros deberían observar siempre: "la mayor tolerancia y el más profundo respeto a todas las creencias religiosas y orientaciones políticas de sus asociados" y la otra, en cuanto a su más clara prioridad, que era "la de promover ante la sociedad yucateca el designio de que se haga llegar los beneficios de la educación a los jornaleros de las haciendas henequeneras". En este sentido hay que recordar que la sociedad yucateca se encontraba en ese momento (la primera década del siglo XX) en una circunstancia de profunda desigualdad, social, educativa y económica, en la que, como lo había expuesto el periodista estadounidense John Kenneth Turner en su libro México Bárbaro, convivían en lacerante confrontación la opulencia de unos cuantos (la después denominada Casta divina) y la miseria económica y moral de muchos, que vivían en un régimen de peonaje y esclavitud, en torno a la industria henequenera.
Otros personajes de la historia de Yucatán que participaron en la fundación de la Liga y signaron su acta fundacional fueron Carlos R. Menéndez, Álvaro Torre Díaz, José Inés Novelo, Delio Moreno Cantón, Nicolás Cámara Vales, entre otros.

## Acciones meritorias de la Liga en los primeros años de su existencia
- La Liga integró una comisión redactora de una iniciativa de ley que fue más tarde presentada al Congreso de Yucatán por el gobernador José María Pino Suárez, y promulgada en agosto de 1911, para crear las escuelas rurales en el estado de Yucatán.
- Se concibió la idea de la fundación de la Escuela Modelo en Mérida con las ideas pedagógicas más avanzadas de la época y cuyo plantel fue inaugurado el 15 de septiembre de 1910.
- En 1912 impulsó la creación de cajas de ahorro en las haciendas para beneficiar a los jornaleros y poco después el Congreso del Estado legisló sobre la materia para darle vigencia jurídica a estos instrumentos.
- En 1914 se inició una campaña antialcohólica para combatir el vicio en todo el estado.
- En 1920 se lanzó una iniciativa para industrializar de manera más técnica y moderna el henequén.
- En 1927 se propuso y se estableció en Mérida la celebración del Día de la Madre haciéndose eco de la iniciativa de Ana María Jarvis en los Estados Unidos. En 1928, con aportaciones de la sociedad yucateca y la promoción de la Liga, se construyó el parque en honor de la maternidad en el centro histórico de Mérida, en donde se levantó el monumento en bronce alusivo, del escultor francés J. Lenoir.
- También en 1928 la Liga lanzó la iniciativa de establecer la celebración del Día de la Raza el 12 de octubre de cada año. El presidente de México Emilio Portes Gil recogió la iniciativa y la generalizó al resto del país.
- En 1930 la Liga convocó a un certamen de ensayo histórico para la conmemoración de la fundación de Mérida, habiendo correspondido el premio principal al historiador José Ignacio Rubio Mañé.

La Liga ha desempeñado a lo largo de los años una tarea editorial extensa de libros importantes sobre el devenir yucateco. Editó el Códice Pérez y más tarde creó una beca con el nombre de Juan Pío Pérez, autor de la obra señalada, para estimular a los estudiosos de la arqueología en Yucatán. También publicó la Monografía de los Montejo referida a los conquistadores de Yucatán, escrita por Rubio Mañé. Fue editado el libro de Ralph L. Roys, Guía para el Códice Pérez. También el libro de William Brito Sansores, Los mayas eran así, entre muchas otras obras de interés.

## Presidentes de la Liga
- Gonzalo Cámara Zavala (1909 - 1962)
- Alfonso Albertos Tenorio (1962 - 1966)
- Francisco Rosado de la Espada (1966 - 1988)
- Julio Laviada Cirerol (1988 - 1989)
- Héctor Navarrete Muñoz (1989 a la fecha)